# 日本史研究会
日本史研究会（にほんしけんきゅうかい、The Japanese society for Historical Studies）は、日本における日本史研究のための学術団体である。日本学術会議協力学術研究団体であり、日本学術会議などによる「学会名鑑」にも学会として登録されている

## 概要
1945年（昭和20年）11月に設立された。先行する歴史学研究会が東京帝国大学出身者を中心にして設立されたのに対し、本研究会は京都帝国大学出身者を中心として設立された学術団体である。事務所は、京都宣伝センター機関紙会館2階（京都市上京区新町通丸太町上る春帯町350）に置かれている。
2008年度総会報告における会員数は3,048名であった。2025年現在の代表委員は仁木宏（日本中世史）である。
会誌として『日本史研究』がある。

## 会の基本方針
1. 歴史学のもつ社会的意義を主体的に意識しながら、近代歴史学の到達点と今後の課題を多面的に検証する。
2. 多様な歴史資料を活用した豊かな歴史像を構築するとともに、歴史学の理論や方法について関連諸科学にも学びつつ総合的に検討する。
3. 多様な社会や地域の存在に関心を払い、世界史的視野を有する研究を目指す。この際、海外における日本史研究の現況を把握するとともに、国際交流の機会を持つように努める。
4. 歴史資料や文化財の保存・公開および民主的活用に寄与すべく努力する。
5. 歴史学や歴史教育が直面する社会状況を的確に把握し、自由で民主的な研究・教育の発展に努めるとともに、会活動を会員以外にも広く知ってもらうよう努める。